# Akvila iz Ponta
Akvila iz Ponta, poznat i kao Akvila iz Sinope je prevoditelj iz 2. stoljeća koji je preveo Stari zavjet s hebrejskog na grčki jezik.